# Кольца Плутона
Кольца Плутона — предполагавшаяся система колец карликовой планеты Плутон. После пролёта АМС «Новые горизонты» гипотеза об их существовании не подтвердилась.

## История поисков
Из-за отдалённости Плутона наличие у него колец пытались предсказать по косвенным признакам. В 1991 году исследователь Роберт Блесс из Висконсинского университета в Мадисоне предлагал использовать для поиска телескоп Хаббл. В 1994 году журнал «Spaceflight» сообщал о планах полётов космических аппаратов к Плутону, которые должны были искать и его кольца. Тогда же в 1994 году Н. И. Перов и А. А. Садовникова опубликовали подсчёты: по их мнению, кольца Плутона, если существуют, могут находиться на расстоянии 1200—10900 км от центра планеты, а кольца его спутника Харона, если существуют, — на расстоянии 600—4200 от центра Харона.
Предположения о существовании колец были выдвинуты в 2006 году группой американских учёных под руководством Алана Стерна (англ. Alan Stern) из Юго-Западного научно-исследовательского института. С их точки зрения, источниками вещества колец могли быть спутники Плутона Гидра и Никта, а также открытые позднее Кербер и Стикс.
В 2015 году Плутон посетила АМС «Новые горизонты» — единственный аппарат, сблизившийся с планетой. При этом кольца у Плутона не были обнаружены, хотя сближение аппарата с планетой давало наилучшую возможность их увидеть, если бы они существовали. Тем самым было подтверждено их отсутствие. Тем не менее, возможно, что в прошлом у Плутона были кольца, хотя их существование могло быть недолгим. Если они и есть сейчас, то настолько разрежены, что их геометрическое альбедо не превышает 1,0⋅10−7. По разным оценкам, оптическая толщина гипотетических пылевых облаков может варьироваться от 4⋅10−10 до 5⋅10−6.